# Francesco Lamon
Francesco Lamon (Mirano, 5 febbraio 1994) è un pistard italiano, tesserato per il Gruppo Sportivo Fiamme Azzurre e per la squadra di club Arvedi Cycling. Nazionale italiano di inseguimento a squadre, in tale specialità ha vinto nel 2018 e 2023 il titolo europeo, e nel 2021 la medaglia d'oro ai Giochi olimpici di Tokyo e il titolo mondiale, in queste due occasioni in quartetto con Simone Consonni, Filippo Ganna e Jonathan Milan.

## Palmarès

### Pista
- 2013

Copa México, Inseguimento a squadre (con Matteo Alban, Alex Buttazzoni e Riccardo Donato)
- 2014[2]

Campionati italiani, Corsa a punti
Campionati italiani, Americana (con Simone Consonni)
- 2015[2]

Campionati italiani, Americana (con Simone Consonni)
- 2016[2]

Campionati italiani, Corsa a punti
Campionati italiani, Americana (con Simone Consonni)
- 2017[2]

Grand Prix Prostějov, Omnium
Coppa del mondo 2017-2018, Inseguimento a squadre (Pruszków, con Liam Bertazzo, Simone Consonni ed Filippo Ganna)
- 2018[2]

Grand Prix of Moscow, Americana (con Michele Scartezzini)
Grand Prix Brno, Omnium
Sei giorni delle Rose, Americana (con Simone Consonni)
Sei giorni delle Rose (con Liam Bertazzo)
Campionati europei, Inseguimento a squadre (con Liam Bertazzo, Filippo Ganna, Michele Scartezzini ed Elia Viviani)
Campionati italiani, Americana (con Michele Scartezzini)
Campionati italiani, Omnium
- 2019[2]

6ª prova Coppa del mondo 2018-2019, Inseguimento a squadre (Hong Kong, con Liam Bertazzo, Filippo Ganna e Davide Plebani)
Campionati italiani, Americana (con Michele Scartezzini)
- 2020[2]

Sei giorni delle Rose, Chilometro a cronometro
Piceno Sprint Cup, Omnium
Campionati italiani, Scratch
Campionati italiani, Corsa a eliminazione
- 2021

Piceno Sprint Cup, Omnium
GP Citta di Ascoli, Chilometro
Giochi olimpici, Inseguimento a squadre (con Simone Consonni, Filippo Ganna e Jonathan Milan)
Campionati italiani, Omnium
Campionati italiani, Americana (con Michele Scartezzini)
Campionati del mondo, Inseguimento a squadre (con Simone Consonni, Filippo Ganna e Jonathan Milan)
- 2022

Memorial Attilio Pavesi, Corsa a eliminazione
3ª prova Coppa delle Nazioni, Inseguimento a squadre (Cali, con Liam Bertazzo, Jonathan Milan, Davide Plebani e Michele Scartezzini)
3ª prova Coppa delle Nazioni, Americana (Cali, con Michele Scartezzini)
Tre sere di Pordenone, Americana (con Michele Scartezzini)
Campionati italiani, Corsa a eliminazione
- 2023

Campionati europei, Inseguimento a squadre  (con Manlio Moro, Filippo Ganna e Jonathan Milan)
Campionati italiani, Corsa a eliminazione
Campionati italiani, Americana (con Michele Scartezzini)
Campionati italiani, Omnium
Campionati italiani, Inseguimento a squadre
Campionati italiani, Velocità a squadre
Sei giorni delle Rose, Scratch
Sei giorni delle Rose, Omnium
Life`s an Omnium, Scratch
Life`s an Omnium, Corsa a eliminazione

### Strada
- 2015 (Team Colpack Under-23, tre vittorie)[4]

Circuito di Sant'Urbano
Memorial Denis Zanette e Daniele Del Ben
Gran Premio Industria e Commercio Comune di Osio Sotto
- 2016 (Team Colpack Under-23, due vittorie)[5]

Memorial Benfenati - Campionato regionale Under-23
Medaglia d'Oro Città di Monza

## Piazzamenti

### Competizioni mondiali
- Campionati del mondo su pista

Londra 2016 - Inseguimento a squadre: 4º
Hong Kong 2017 - Inseguimento a squadre: 3º
Apeldoorn 2018 - Inseguimento a squadre: 3º
Pruszków 2019 - Inseguimento a squadre: 10º
Pruszków 2019 - Chilometro a cronometro: 4º
Berlino 2020 - Chilometro a cronometro: 13º
Berlino 2020 - Inseguimento a squadre: 3º
Roubaix 2021 - Inseguimento a squadre: vincitore
Saint-Quentin-en-Yv. 2022 - Inseguimento a squadre: 2º
Glasgow 2023 - Inseguimento a squadre: 2º
Ballerup 2024 - Inseguimento a squadre: 11º
- Giochi olimpici

Rio de Janeiro 2016 - Inseguimento a squadre: 6º
Tokyo 2020 - Inseguimento a squadre: vincitore
Parigi 2024 - Inseguimento a squadre: 3º

### Competizioni europee
- Campionati europei su pista

Atene 2015 - Americana Under-23: 3º
Montichiari 2016 - Inseguimento a squadre Under-23: 2º
Montichiari 2016 - Americana Under-23: 8º
St. Quentin-en-Yv. 2016 - Inseguimento a squadre: 2º
St. Quentin-en-Yv. 2016 - Americana: 5º
Berlino 2017 - Inseguimento a squadre: 2º
Glasgow 2018 - Chilometro a cronometro: 8º
Glasgow 2018 - Inseguimento a squadre: vincitore
Glasgow 2018 - Americana: 8º
Apeldoorn 2019 - Chilometro a cronometro: 9º
Apeldoorn 2019 - Inseguimento a squadre: 2º
Plovdiv 2020 - Inseguimento a squadre: 2º
Plovdiv 2020 - Americana: 3º
Grenchen 2021 - Inseguimento a squadre: 5º
Grenchen 2021 - Omnium: 6º
Monaco di Baviera 2022 - Inseguimento a squadre: 8º
Grenchen 2023 - Inseguimento a squadre: vincitore
Apeldoorn 2024 - Inseguimento a squadre: 3º
- Giochi europei

Minsk 2019 - Chilometro a cronometro: 2º
Minsk 2019 - Inseguimento a squadre: 2º
Minsk 2019 - Americana: 6º